# Poveda de las Cintas
Poveda de las Cintas è un comune nella provincia di Salamanca, nella comunità autonoma di Castilla y León, Spagna. Si trova a 48 km da Salamanca, la capitale provinciale. Fa parte della regione di Campo de Peñaranda. 

## Società

### Evoluzione demografica
Secondo il censimento del 2009 ha una popolazione di 274 abitanti, di cui 153 maschi e 121 sono le donne, in una zona del 23,74 km². La sua altitudine è di 828 m sul livello del mare.